# Агафірси

Мапа світу за Геродотом

Агафі́рси або Агаті́рси (грец. Αγάθυρσοι) — одне з фракійських племен скіфської доби, про яке повідомляє Геродот. Можливо їхня назва походить від міфічного сина Геракла — Агафірса.
Були західними сусідами скіфів, у V столітті до н. е. жили на північ від Дунаю, на річці Маріс (сучасна Марош, притока Дунаю (античний Істр)), на території сучасної Трансільванії. За свідченням Геродота, агафірси — найлагідніші люди, вони носять на собі багато золотих прикрас і спільно володіють жінками, щоб не мати ні заздрощів, ні ненависті. Що ж до всього іншого, то їхні звичаї подібні до фракійських.
Належність агафірсів до фракійських племен доводять археологічні дослідження. З агафірсами пов'язують культуру ранньої залізної доби, так званого фракійського гальштата, поширену в той час на території сучасної північної Румунії та південному заході України.
Б. О. Рибаков вбачає в агафірсах скіфів, які сприйняли звичаї фракійців.
Існує також гіпотеза, що агафірси — іранці, близькі скіфам, але не скіфи, на теренах давньої Румунії — прийшлий народ і після 2-ї половини 5 ст. до н. е. були асимільовані фракійським етнічним середовищем.

## Свідчення з «Історії» Геродота
```

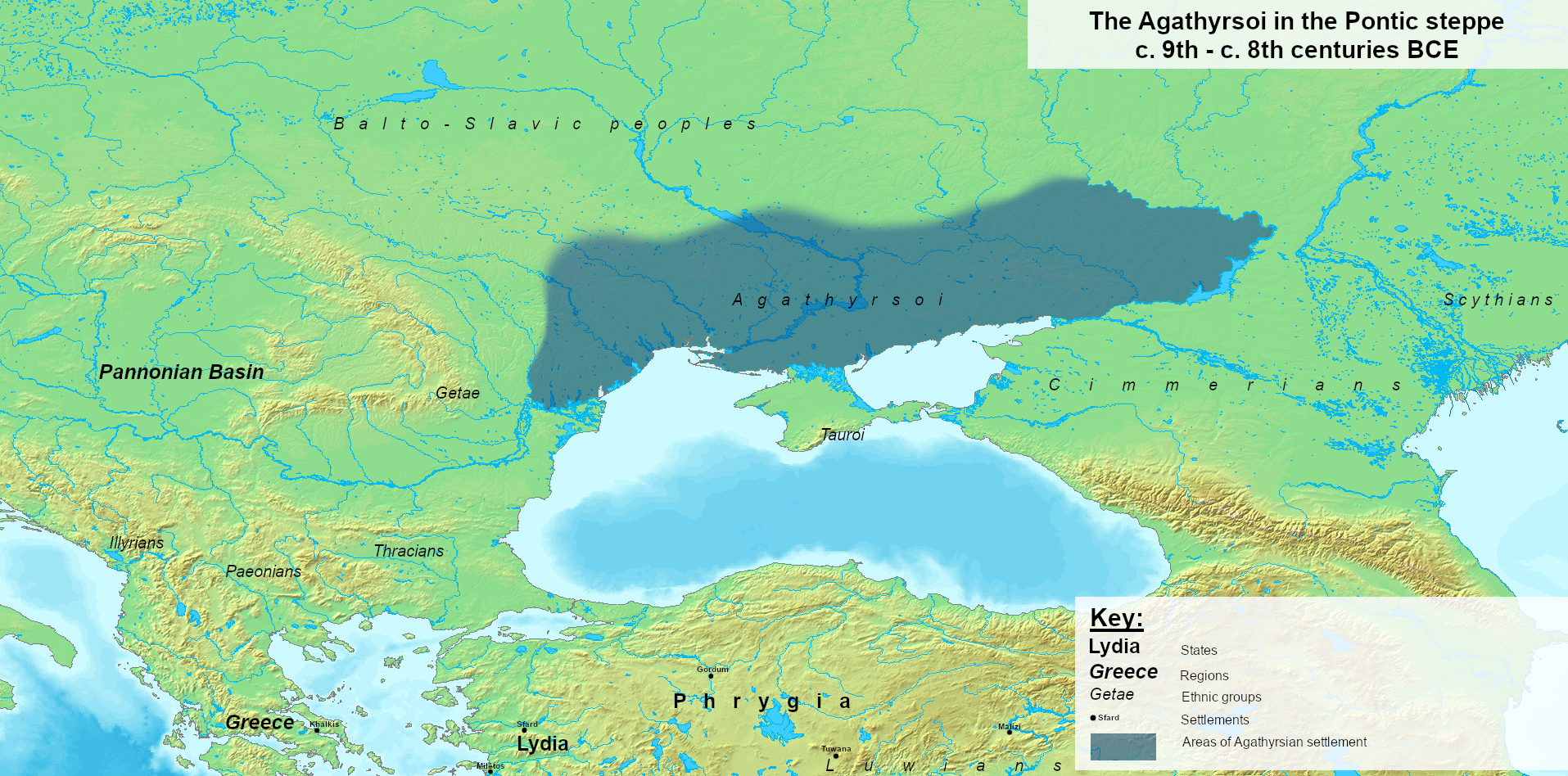
Агафірси в Понтійському степу

Так він узяв один із своїх луків (бо до тих пір 
Геракл
 носив із собою два луки) і показав, як слід оперезуватися поясом і передав їй і лук, і пояс, які носив на тому боці, де було припасовано золоту чашу, а передавши їх, відійшов. Коли народилися сини, вона спершу дала їм імена: першого назвала -
Агатірсом
, другого 
Гелоном
, а останнього - 
Скіфом
. Згодом, коли вони стали чоловіками, вона згадала про доручення Геракла і виконала його. І сталося так, що двох з її синів, Агатірса і Гелона, - які не спромоглися виконати запропоноване матір'ю, вона вигнала з країни і вони пішли світ за очі. Проте молодший із них, Скіф, виконав запропоноване йому і залишився в країні. І від Скіфа, Гераклова сина, походять ті, що стають царями скіфів. І на згадку про ту чашу скіфи і до цього часу носять підвішану на поясі чашу. (Оце, власне, зробила для Скіфа, і саме лише для нього, його мати). Це, про що я розповів, переказують елліни, які мешкають на берегах 
Понту
.
```

(Історія. 4-а книга 10 уривок)
```
Істр
 серед усіх відомих мені річок найбільша річка і вода і в ньому однакова і взимку, і влітку. Це перша з заходу річка Скіфії і через те, що в неї вливаються інші річки, вона стає дуже великою. її притоки, що роблять її великою, такі: по-перше це п'ять, що течуть у Скіфії: одна, яку скіфи називають 
Пората
, а елліни - Пірет, ще інші - 
Тіарант
, 
Арар
, 
Напарій
 і 
Ордесс
. Перша названа мною притока - велика і тече на схід, зливаючи свої води з Істром, друга названа - Тіарант, вона тече в напрямі приблизно на захід і невелика, нарешті Арар, Напарій і Ордесс течуть між попередніх і вливаються в Істр. Ці річки протікають у Скіфії і всі разом збільшують води Істру. А з країни 
агатірсів
 тече річка 
Марій
 і з'єднується з Істром.
```

(Історія. 4-а книга 48 уривок)
```
Багато, навіть дуже багато років після того, таке саме сталося з 
Скілом
, сином 
Аріапейта
. Отже, в Аріапейта, царя скіфів, серед інших його дітей, народився 
Скіл
. Він народився від матері істріянки, а не від тамтешньої жінки, і його мати навчила його еллінської мови та еллінської грамоти. Згодом, за деякий час Аріапейта підступно вбив 
Спаргапейт
, цар 
агатірсів
, і Скіл одержав царську владу і разом із нею і жінку свого батька, яку звали 
Опойя
. Ця Опойя була скіфянкою і від неї народився 
Орік
, син Аріапейта. Скілові, хоч він і був царем скіфів, не подобався скіфський спосіб життя, і зокрема порівняно з еллінськими звичаями, які він засвоїв унаслідок свого виховання, і ось що він зробив. Щоразу коли він приводив скіфське військо до міста 
борисфенітів
 (а ці борисфеніти кажуть, що вони 
мілетяни
), отже, щоразу, коли він приходив до них, Скіл залишав своє військо в передмісті, а сам заходив у місто і наказував зачинити брами, знімав із себе скіфський одяг і надягав еллінський і в ньому походжав на агорі без почту і без списоносців і без усіх інших супутників (а брами охороняли, щоб його не побачив ніхто з скіфів у цьому одязі) і в усьому іншому він наслідував еллінський спосіб життя і приносив жертви богам за еллінськими звичаями. Він залишався в місті протягом одного місяця або й більше, а потім надягав скіфський одяг і відходив. Так він робив звичайно багато разів і навіть побудував собі палац у місті борисфенітів і помістив у ньому тамтешню жінку.
```

(Історія. 4-а книга 78 уривок)
```
Отже, від 
Тавріки
 на північ від 
таврів
 і на схід аж до моря живуть уже скіфи і ще в краях на сході від 
Кімерійського Боспору
 і від 
Маєтідського озера
 до річки 
Танаїсу
, що вливається саме в це озеро. Отже, від Істру і далі на північ у глиб материка Скіфія обмежена спершу народом 
агатірсів
, далі - народом 
неврів
 і після нього - 
андрофагів
 і, нарешті,- 
меланхлайнів
.
```

(Історія. 4-а книга 100 уривок)
```
Скіфи порадилися між собою і вирішили, що вони самі не спроможні помірятися силами і прогнати 
Дарія
 і послали вісників до сусідніх народів. І царі цих народів уже збиралися і радилися між собою, розуміючи, що проти них виступило велике військо. Це були царі таврів і 
агатірсів
, і неврів, і андрофагів, і меланхлайнів, і 
гелонів
, і 
будинів
, і 
савроматів
.
```

(Історія. 4-а книга 102 уривок)
```
Агатірси
 є найлагіднішими людьми, вони носять на собі багато золотих прикрас, вони спільно злягаються з жінками, щоб бути між собою братами та родичами і не мати ні заздрощів, ні ненависті. Що ж до всього іншого, то вони схожі на 
фракійців
.
```

(Історія. 4-а книга 104 уривок)
```
Таке сповістили скіфи, а царі, які прибули до них із своїх країн, почали радитися і тоді їхні думки розділилися. Гелон, Будин і Савромат мали спільну думку і обіцяли допомогти скіфам. Проте 
Агатірс
, Невр, Андрофаг і царі меланхлайнів і таврів дали скіфам таку відповідь: 
«Коли б це не ви перші образили персів і не ви перші почали війну проти них, ми сказали б, що справедливі ваші слова і те, що ви хочете тепер від нас, і ми охоче послухалися б вас і зробили б так, як і ви. Проте, тепер, коли ви вчинили напад на їхню країну без нас і поневолили персів, на скільки років завгодно було богові, і вони, бо їх підняв проти вас той самий бог, відплачують вам рівною мірою. Проте ми ні тоді не нападали на цих людей, ні тепер не хочемо завдавати їм шкоди. Але, коли вони виступлять проти нашої країні і перші розпочнуть ворожі дії, тоді і ми виступимо, щоб їх відкинути. Доки ми не будемо певні цього, ми залишатимемося спокійні, бо ми гадаємо, що перси не прийшли сюди, щоб напасти на нас, але на тих, які винуваті в кривді, що була їм вчинена».
```

(Історія. 4-а книга 110 уривок)
```
Швидко просуваючись із військом, скоро Дарій прибув до Скіфії, він натрапив там на обидві об'єднані частини скіфського війська, і почав їх переслідувати, а вони уникали зустрічі з ним, тримаючись від нього на відстані одного дня шляху. А скіфи, оскільки Дарій не переставав їх переслідувати, згідно прийнятим рішенням, відступали до країни тих, хто відмовився бути з ними в союзі, і спершу до країни меланхлайнів і збентежили їх. Ідучи далі, скіфи заманили персів до країни андрофагів і, розбурхавши і їх, прийшли до неврів, і стурбувавши їх, скіфи, відступаючи, підійшли до країни 
агатірсів
. Проте 
агатірси
, побачивши, як їхні сусіди тікають у безладді перед скіфами, ще перед тим як скіфи вдерлися до їхньої країни, послали вісника і заборонили їм уступати в їхню країну і попередили їх, коли скіфи спробують удертися, то наштовхнуться насамперед на їхній опір. Таке попередження послали їм 
агатірси
 і поспішили до своїх кордонів, вирішивши відбити напад загарбників. А меланхлайни, і андрофаги, і неври, щойно вдерлися до їхньої країни перси із скіфами, навіть не спробували відбити їх, але, забувши про свої загрози, повтікали в безладді на північ із своїх країв, у пустелю. Скіфи не наважилися увійти в країну 
агатірсів
 з огляду на те, що їм це було заборонено, але, відходячи з країни неврів, завели персів до своєї країни.
```

(Історія. 4-а книга 125 уривок)